# Bonanjo
Bonanjo ist ein Verwaltungs- und Wohnbezirk (Quartier) in dem Arrondissement Douala I (französisch commune d'arrondissement) der kamerunischen Großstadt Douala. Das Quartier liegt, wie auch Douala selbst, in der Region Littoral im Département Wouri und liegt, wie die meisten anderen Quartier auch, auf dem linken (östlichen) Ufer des gleichnamigen Flusses Wouri.

## Geographie
Bonanjo liegt auf dem sog. Joss-Plateau (französisch plateau de Joss) und wird im Westen von den Anlagen des Autonomen Hafens von Douala und im Osten vom Besseke Boulevard begrenzt, der es somit von den Bezirken Akwa, Bali und Bonapriso trennt. Im Süden begrenzt die Avenue du Général de Gaulle den Bezirk.

## Geschichte
Der Ursprung Bonanjos geht, wie bei vielen anderen Stadtteilen Doualas auf eine zunächst eigenständige Fischersiedlung am linken Ufer des Wouri zurück. Diese Siedlung wurde von den europäischen Entdeckern der Küste Kameruns Mitte des 18. Jahrhunderts „Joss Plateau“ (deutsch Joss Platte) genannt. Die Siedlung wurde von den Bonanjo bewohnt, einem Stamm der Duala-Clans.
In der Folge wurde die Gegend um den Wouri, so wie später ganz Kamerun Teil des deutschen Herrschaftsbereichs und schließlich deutschen Kolonie. Die Urbanisierung begann während dieser Zeit. 1910 wurde unter dem Bezirksamtmann Eduard von Brauchitsch ein Stadtplan erstellt, der die Trennung indigener und europäischer Viertel vorsah. In Bonanjo waren schon zu dieser Zeit Verwaltungsgebäude der öffentlichen Dienste, europäische sowie Residenzen indigener Fürstenfamilien konzentriert. Die Enteignung von 280 ha des Joss-Plateaus durch die deutsche Verwaltung zur Errichtung eines rein europäischen Wohnviertels löste große Empörung in der Bevölkerung aus.
1919 wurde der Ort dann zunächst Teil des französischen Kolonialreiches und dann ab 1960 Teil des unabhängigen Staates Kamerun.

## Wirtschaft heute
In diesem Quartier befindet sich das Verwaltungszentrum der Stadt sowie ein Teil ihres Geschäftszentrums, einschließlich der Hauptsitze der wichtigsten Banken und Unternehmen des Landes, einer Agentur der Zentralbank BEAC und der Verwaltungsabteilungen für die Küstenregion. Es ist einer der wenigen Stadtteile, in dem es eine nennenswerte Anzahl von Hochhäusern gibt.

## Bildung
Das Quartier ist Standort des sog. Lycée Joss.

## Gebäude, Denkmäler und Gärten
Das Quartier verfügt über mehrere Gebäude mit bemerkenswerter Architektur, von denen etwa zehn aus der Zeit der deutschen Kolonisierung im Jahr 1884 und der französischen Kolonialisierung ab 1919 stammen.

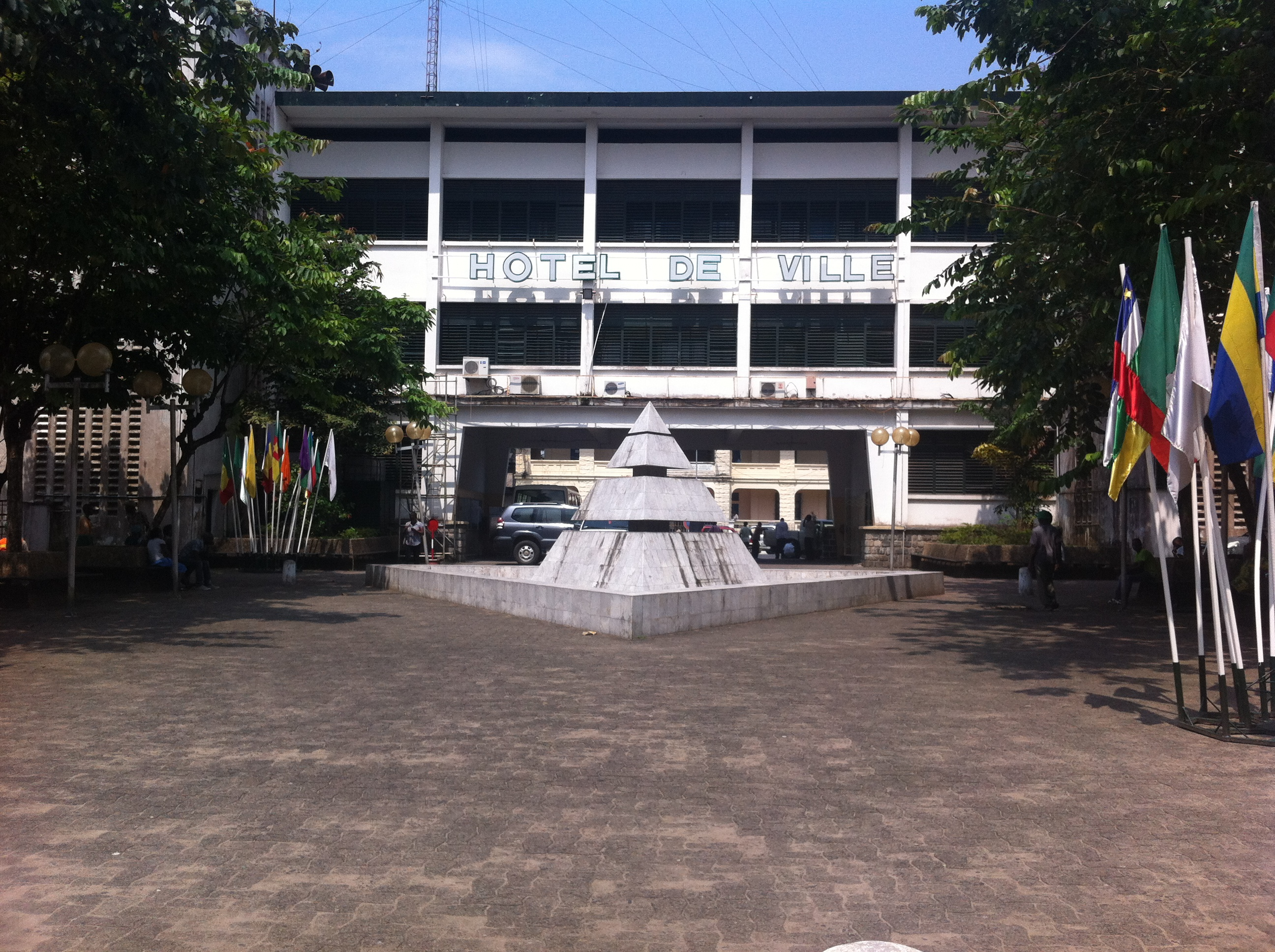
Rathaus von Bonanjo.
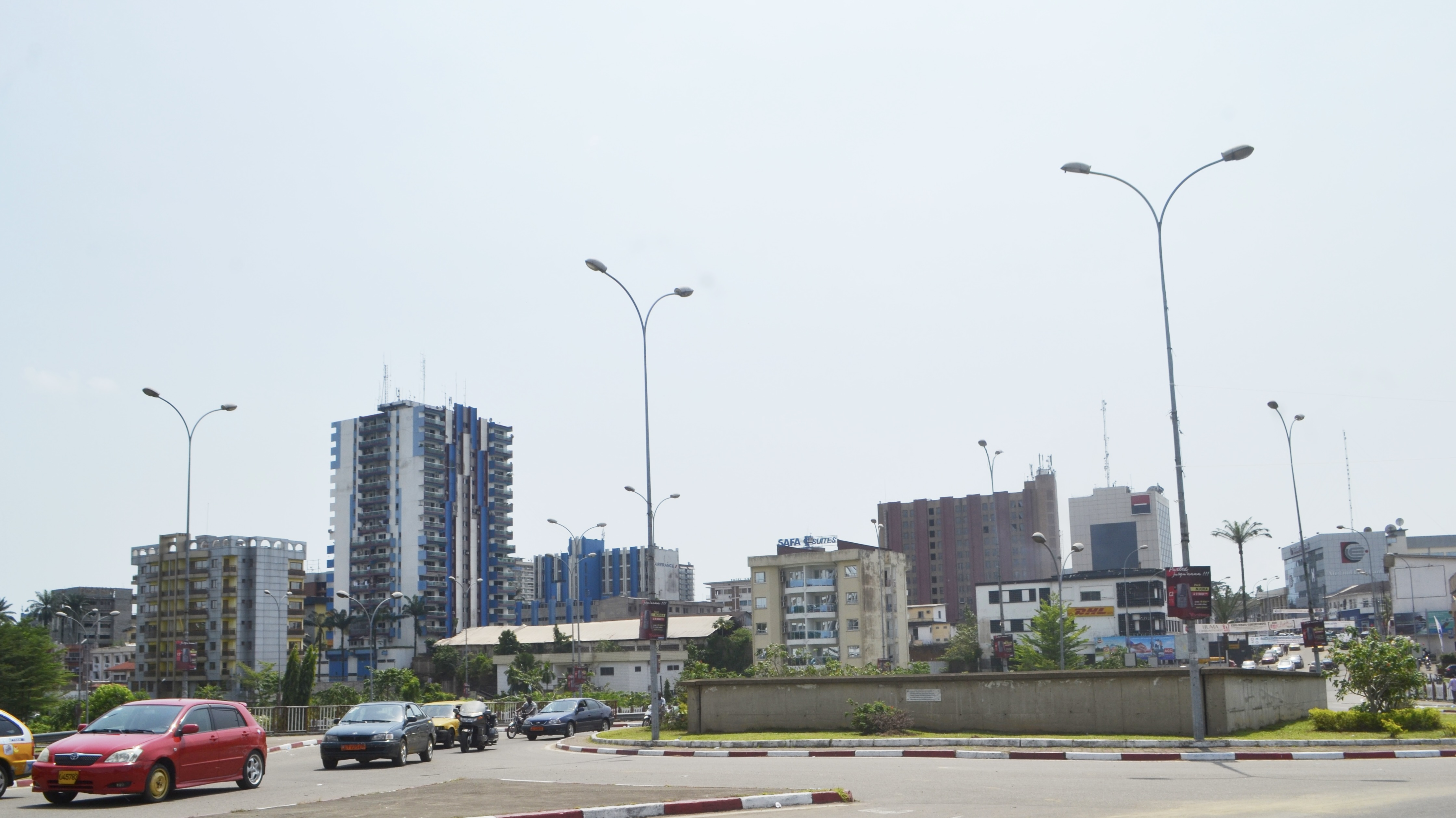
Ansicht von Bonanjo.
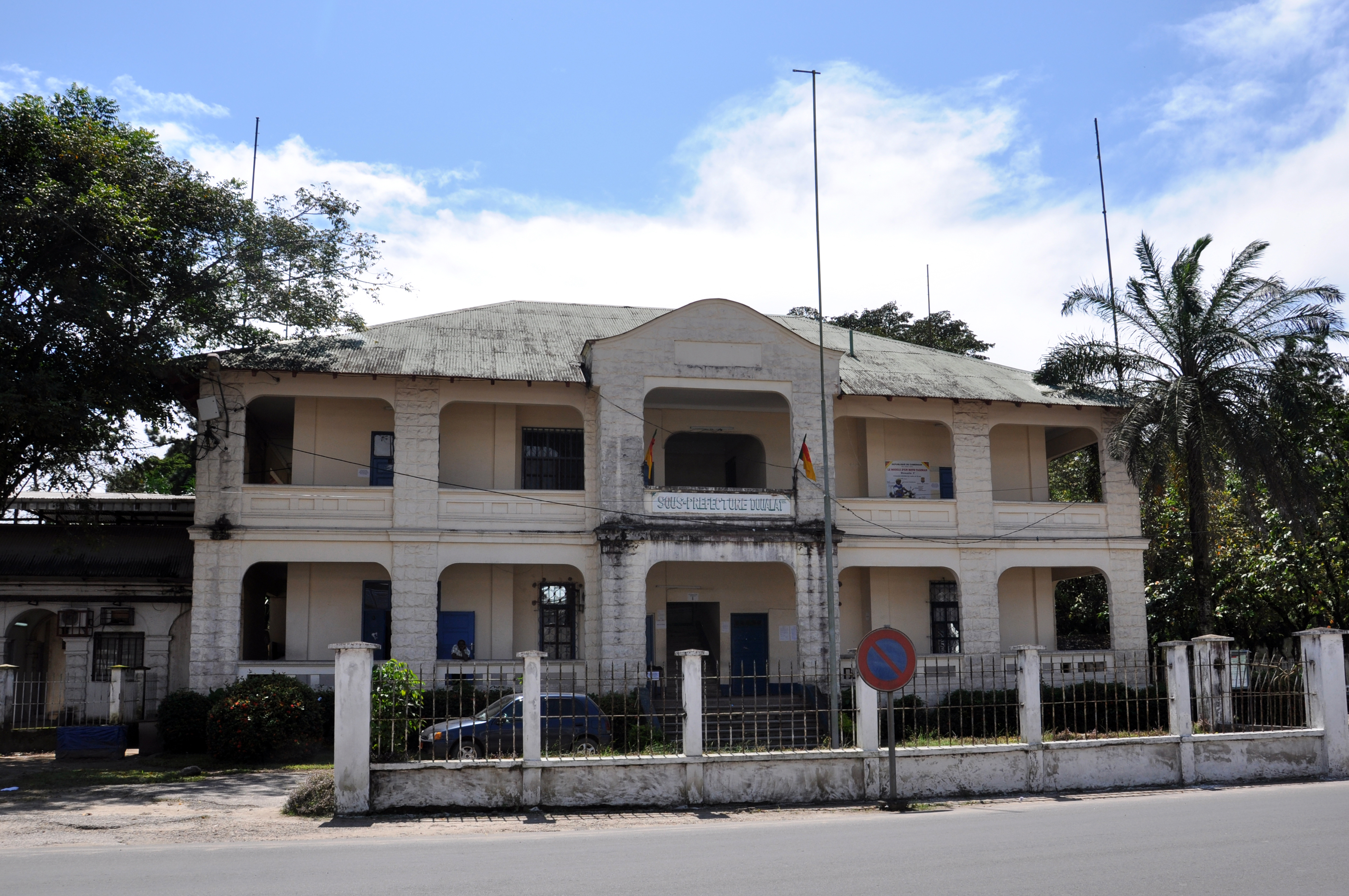
Ehemalige deutsches Gouverneursvilla, heute Sitz der Sous-préfecture de Douala Ier
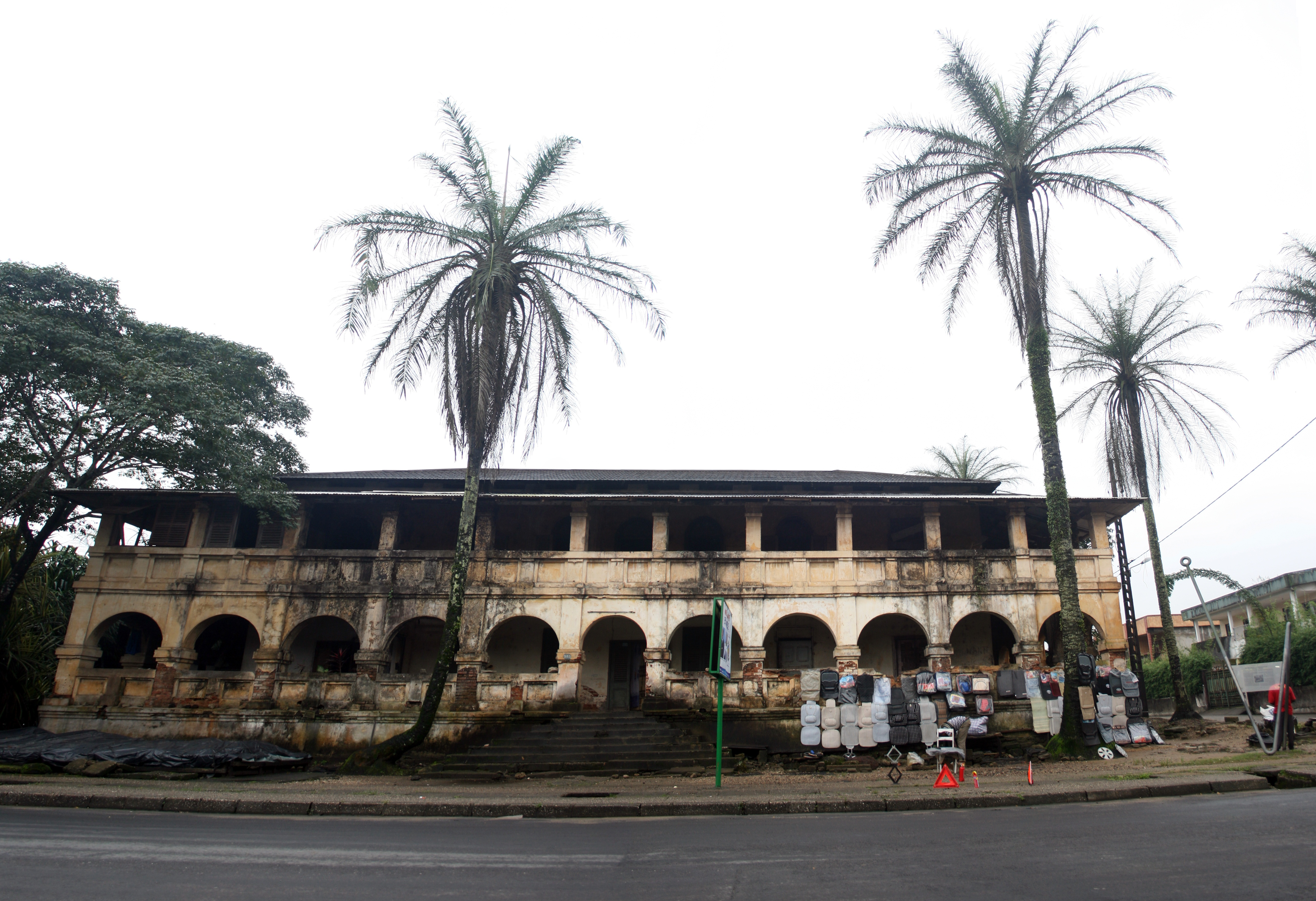
Villa Mandessi Bell (1910)
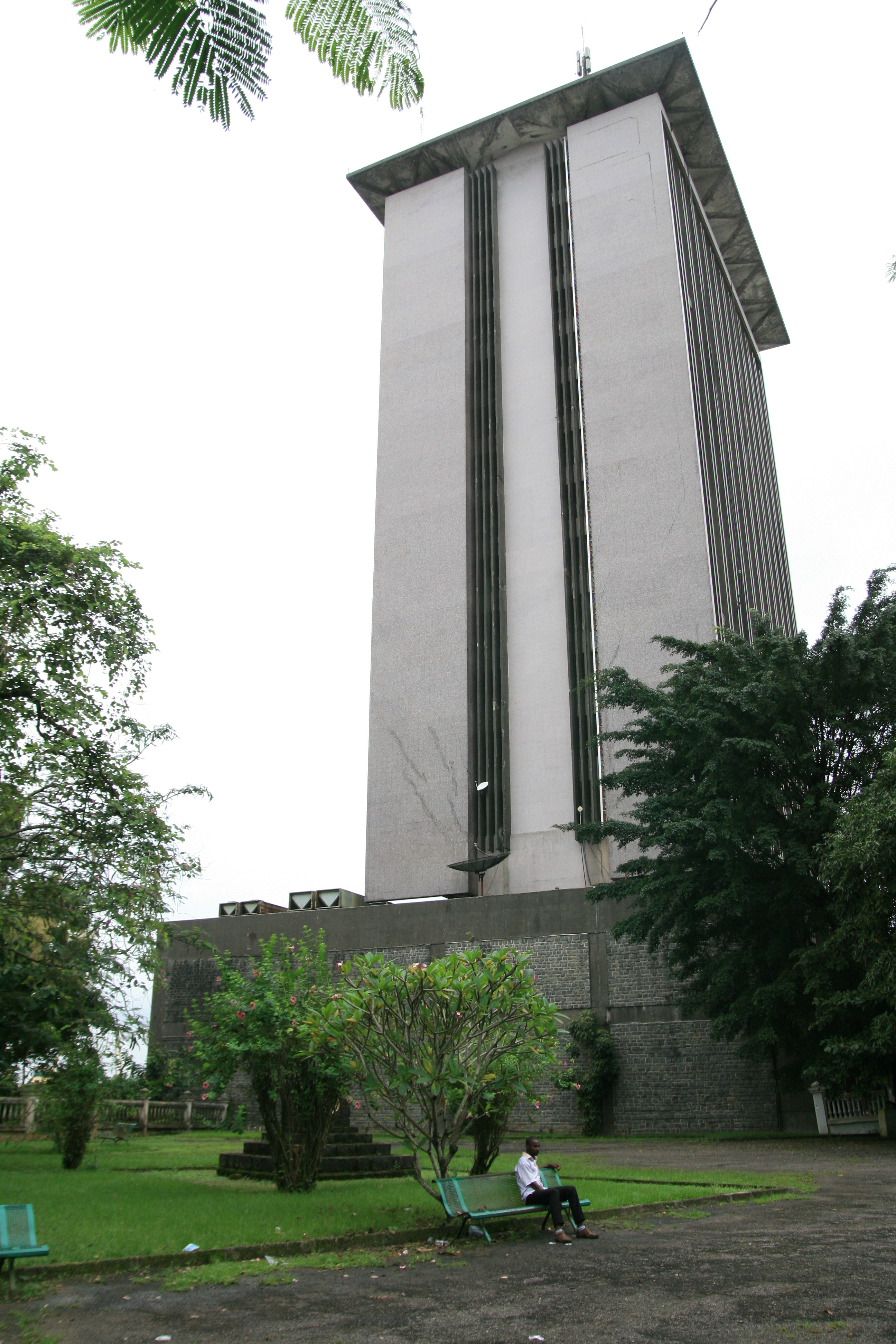
Ehemaliges ONCPB-Gebäude.
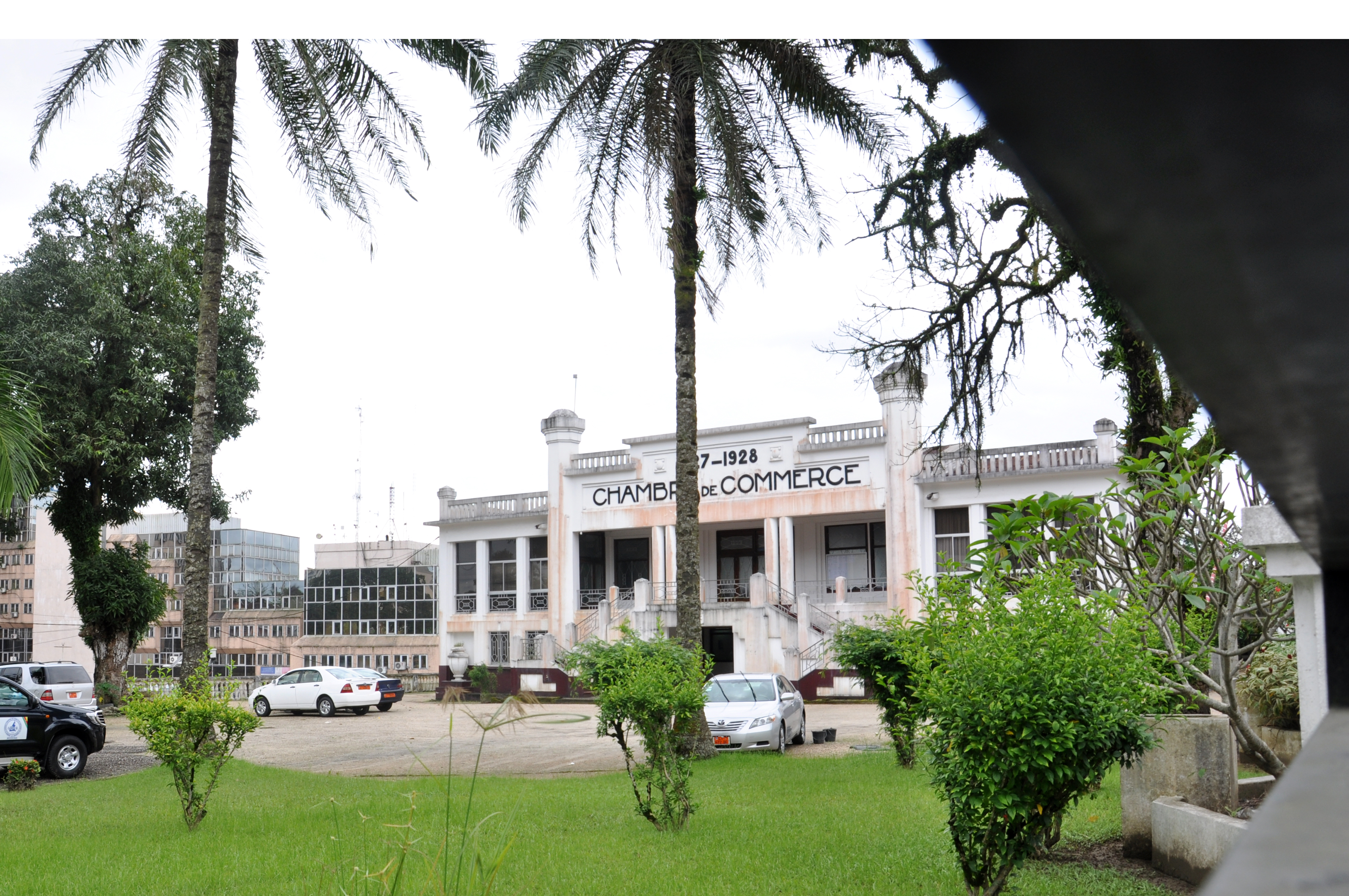
Handelskammer von Douala (1927)
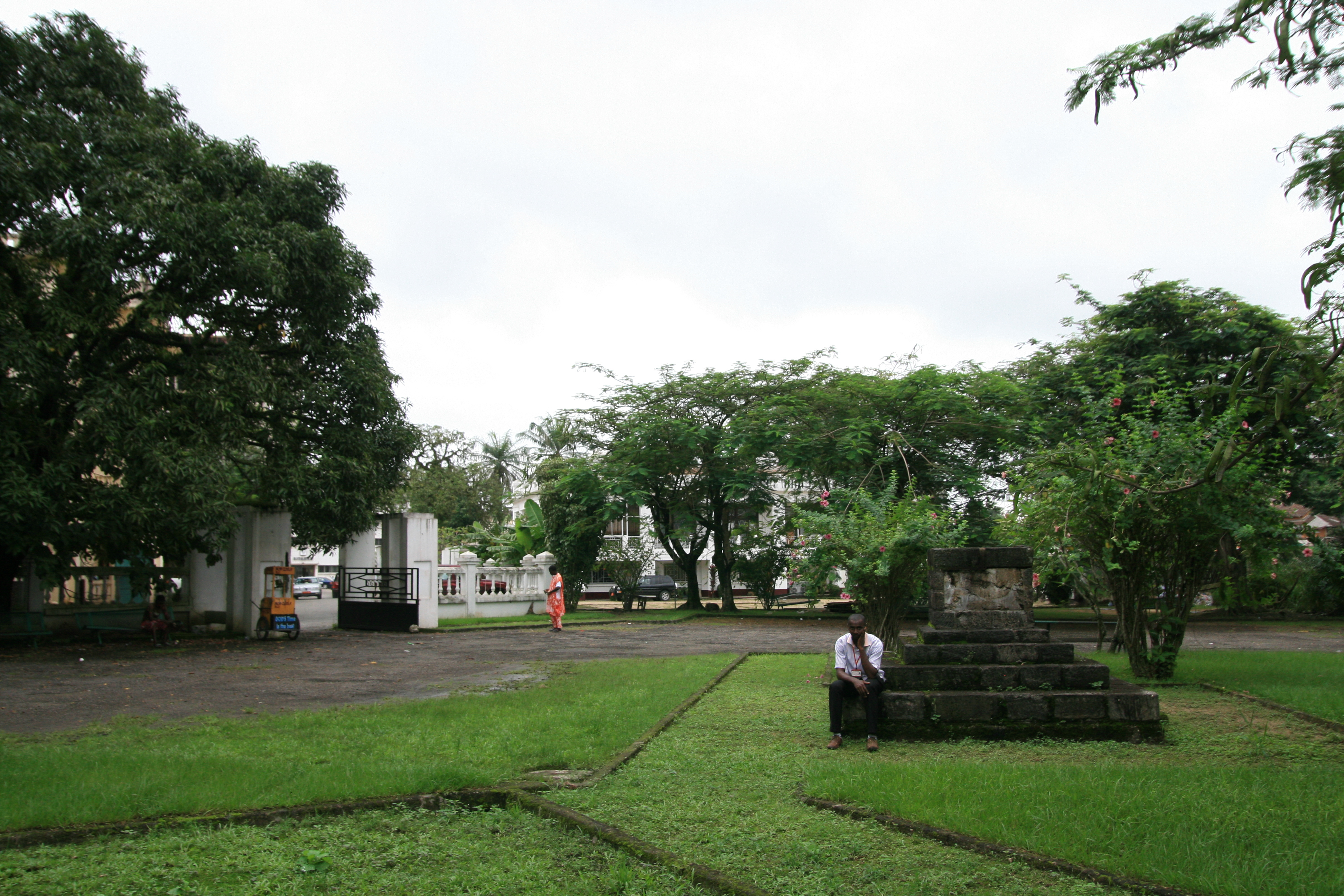
Garten der Handelskammer.
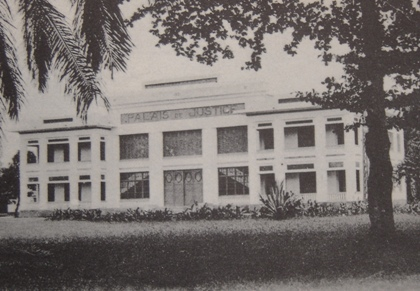
Justizpalast (1930)
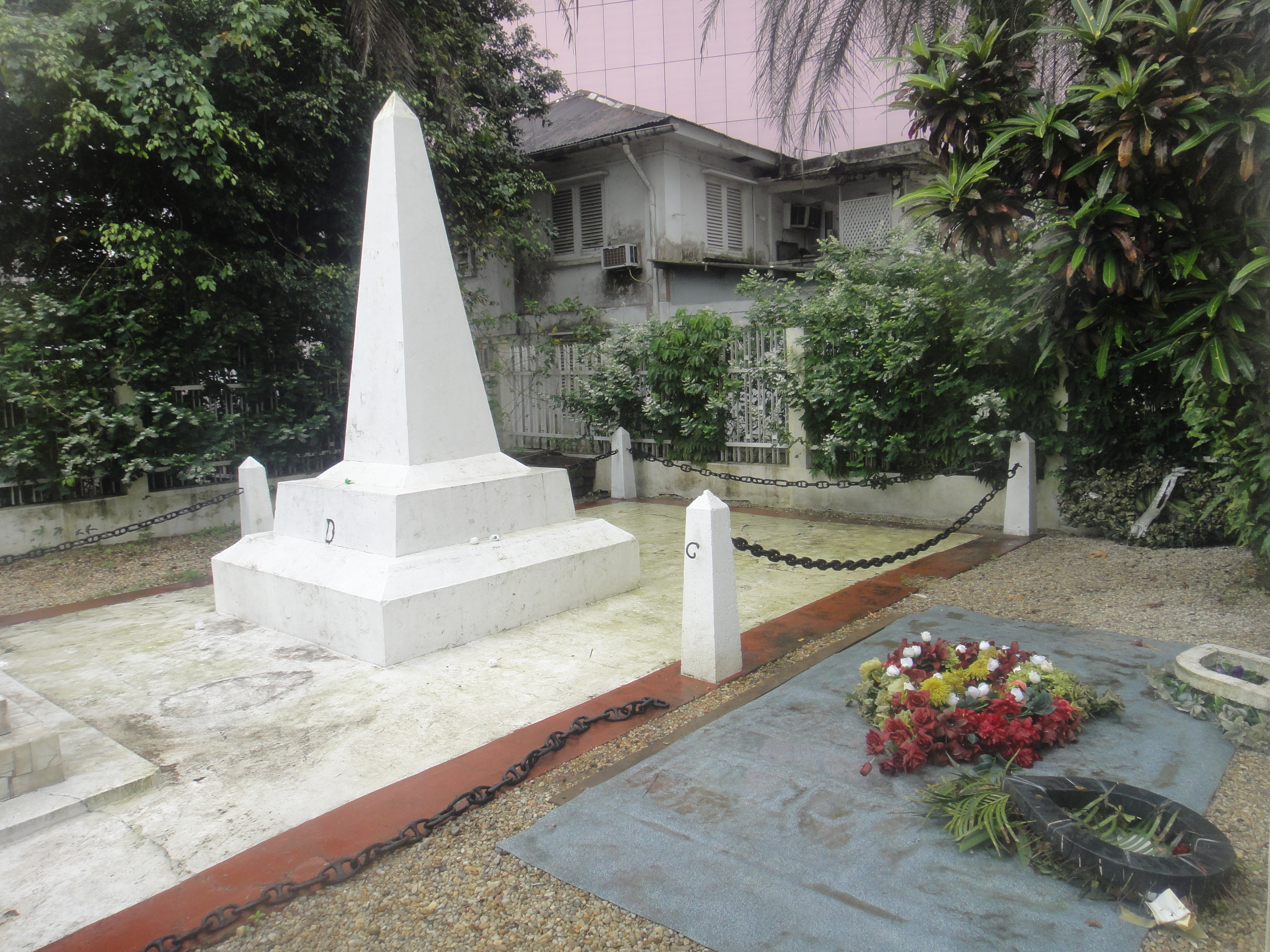
Grabdenkmal der Königsfamilie Bell.
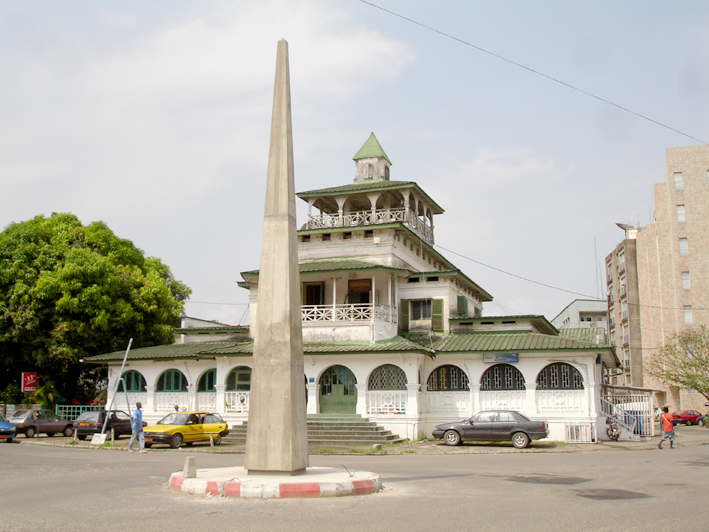
Sud Obelisk und Palast der Königsfamilie Bell
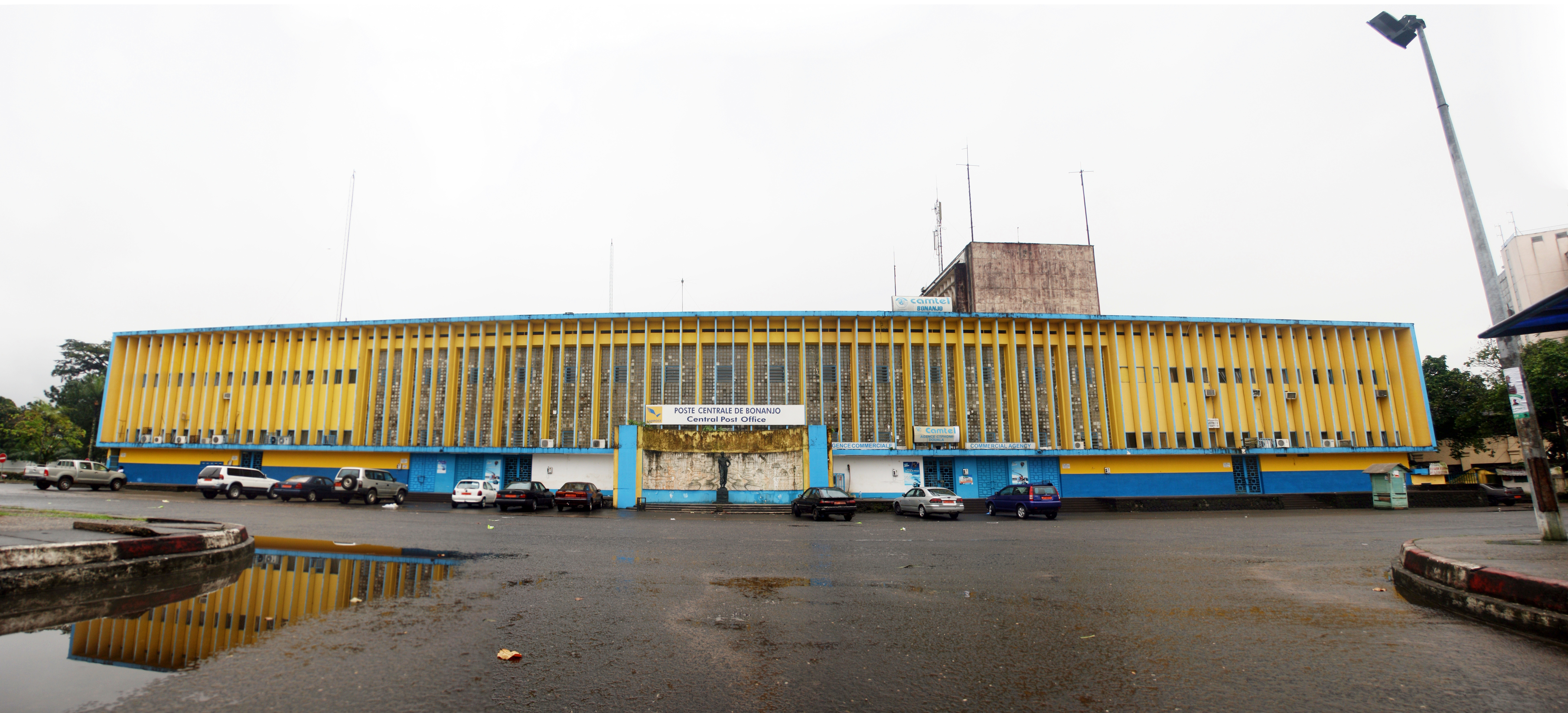
Zentrales Postamt von Douala in Bonanjo.
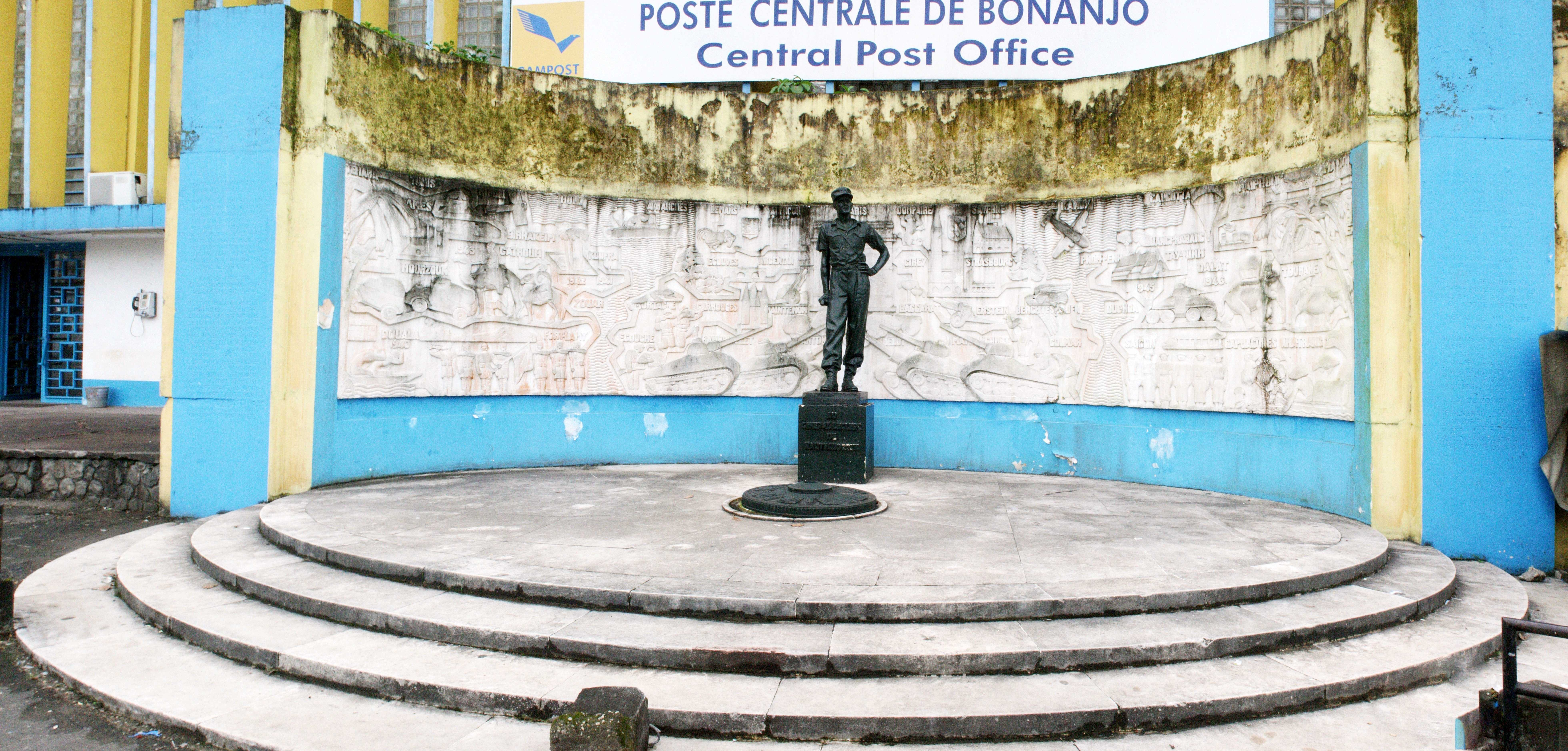
Denkmal für General Leclerc Douala im zentralen Postamt von Douala in Bonanjo
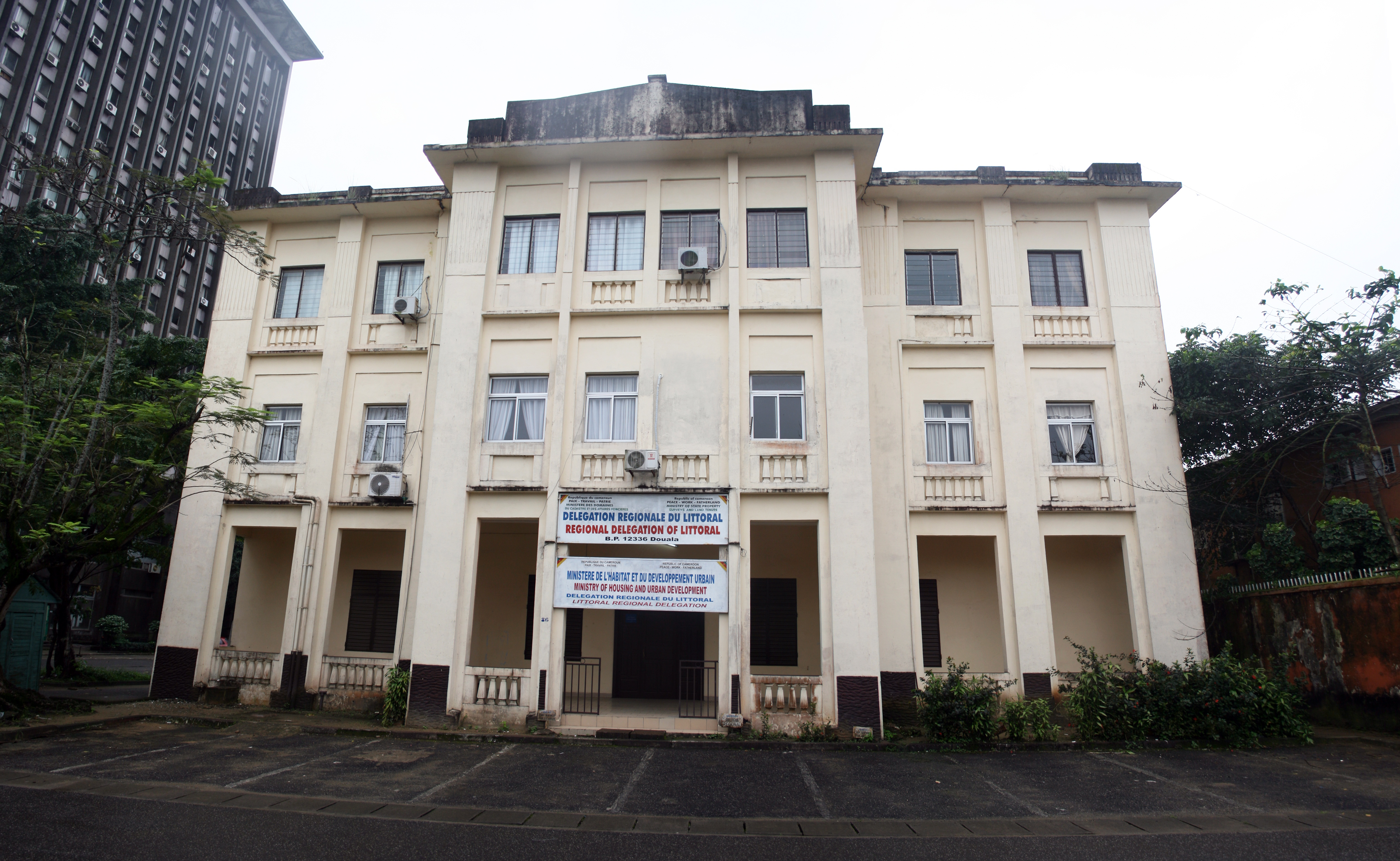
Ansicht des ehemaligen Hauptquartiers der Woermann-Linie in Bonanjo
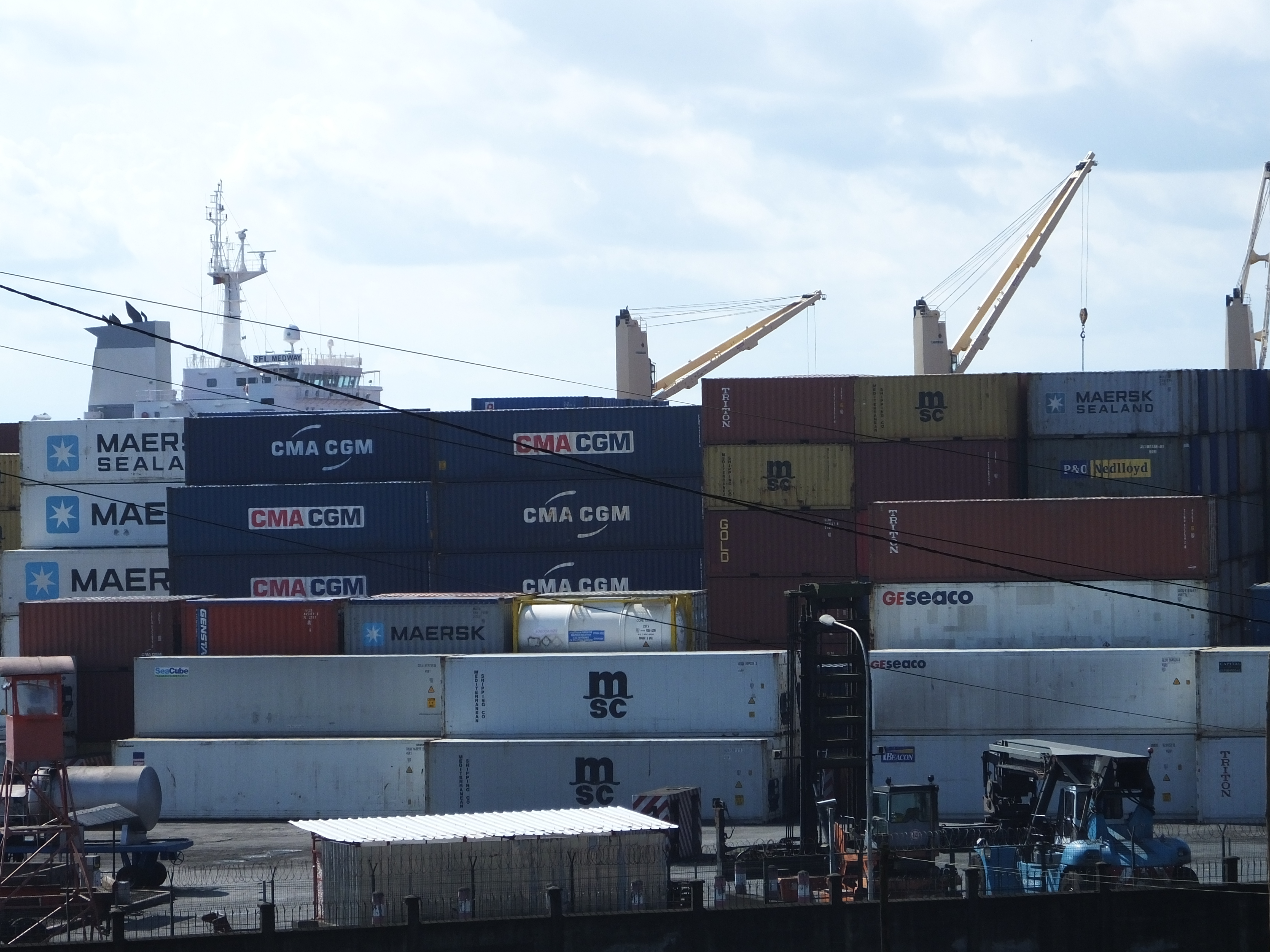
Le Port autonome
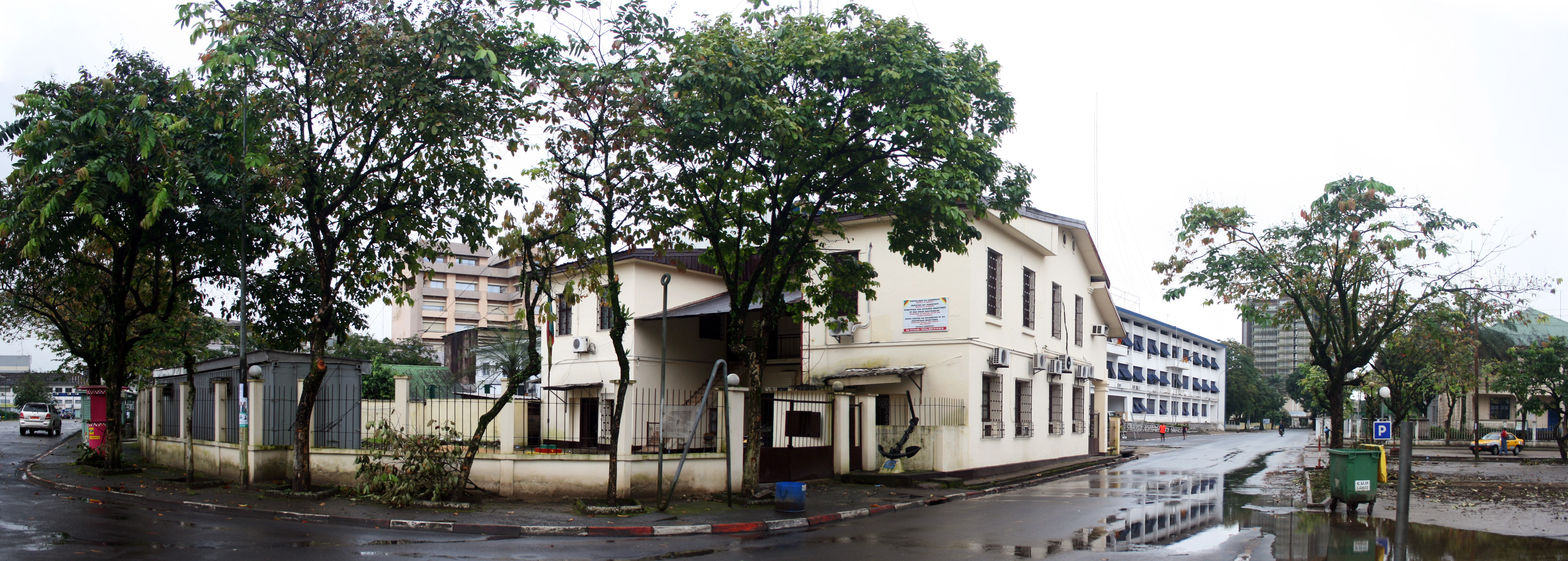
Ehemaliges Polizeikommissariat
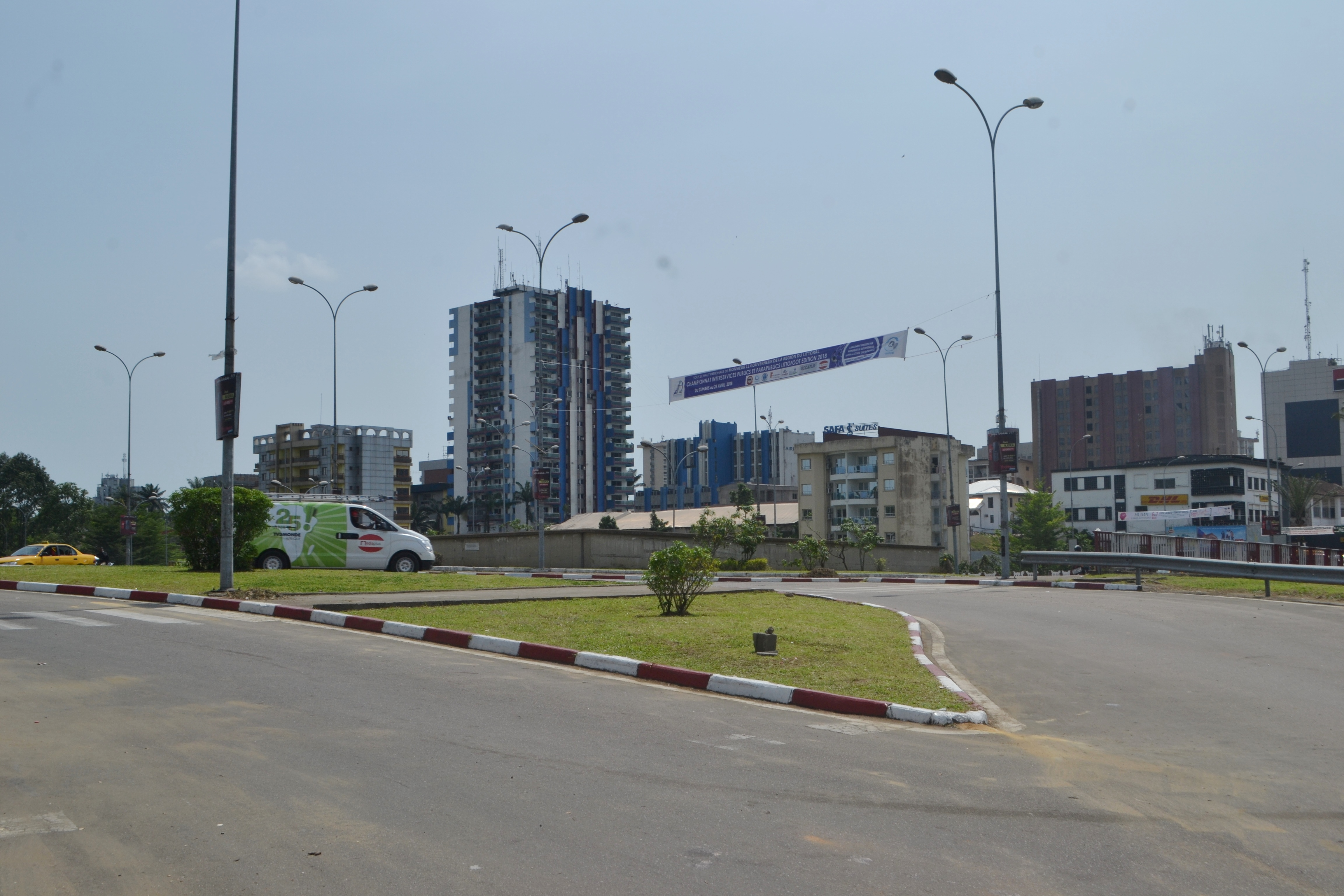
Kreisverkehr in Bonanjo
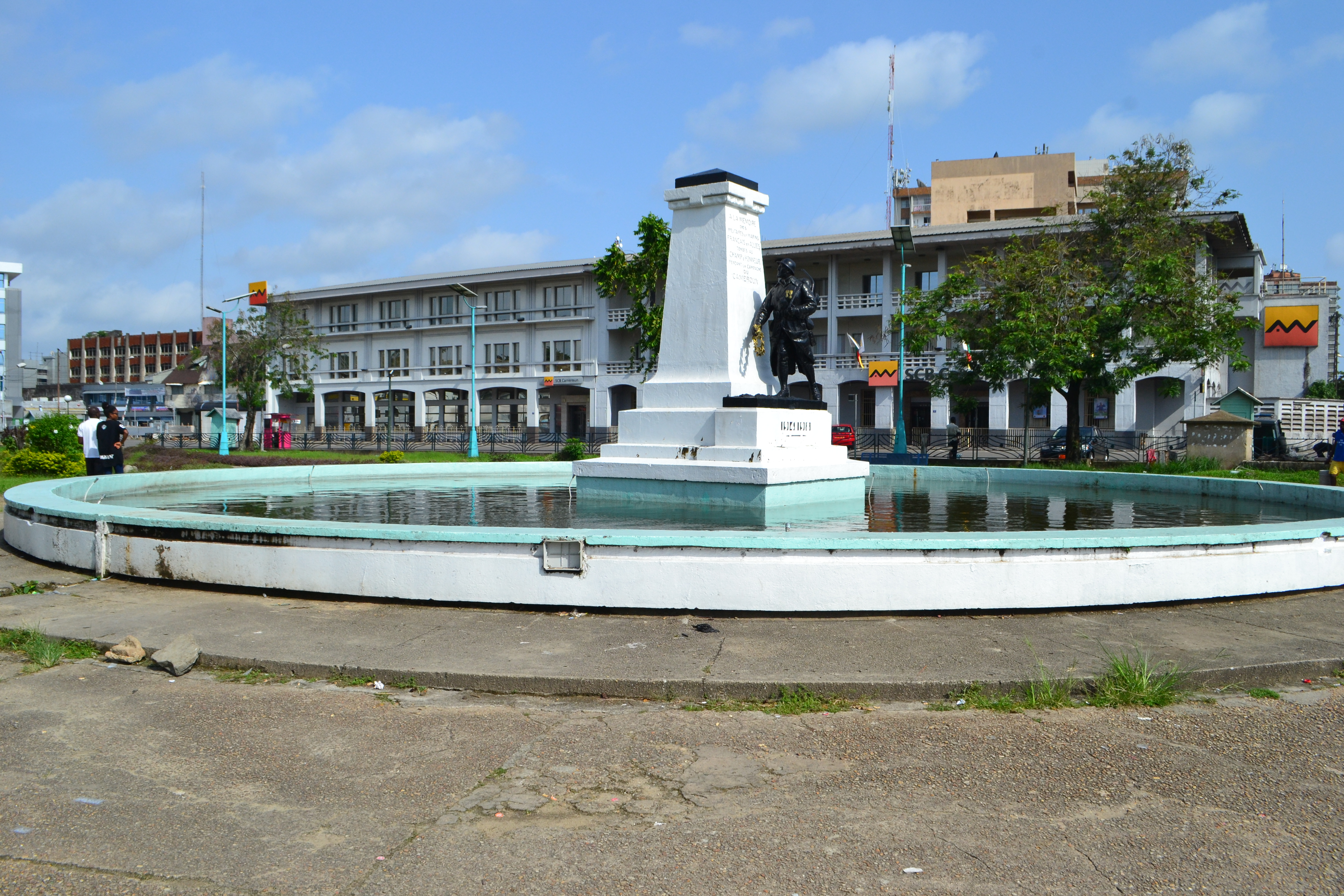
Denkmal im öffentlichen Park in Bonanjo
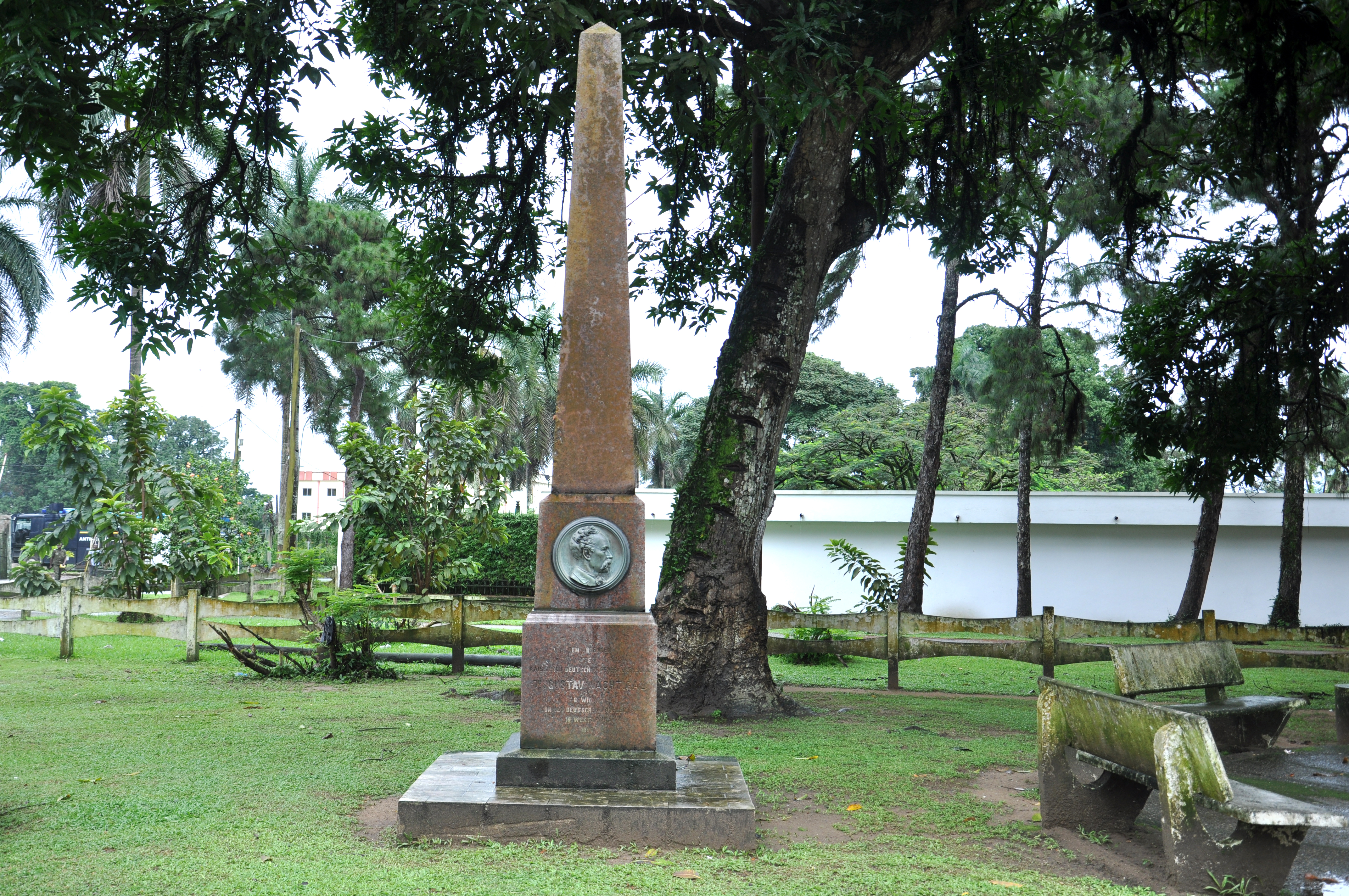
Denkmal für Gustav Nachtigal
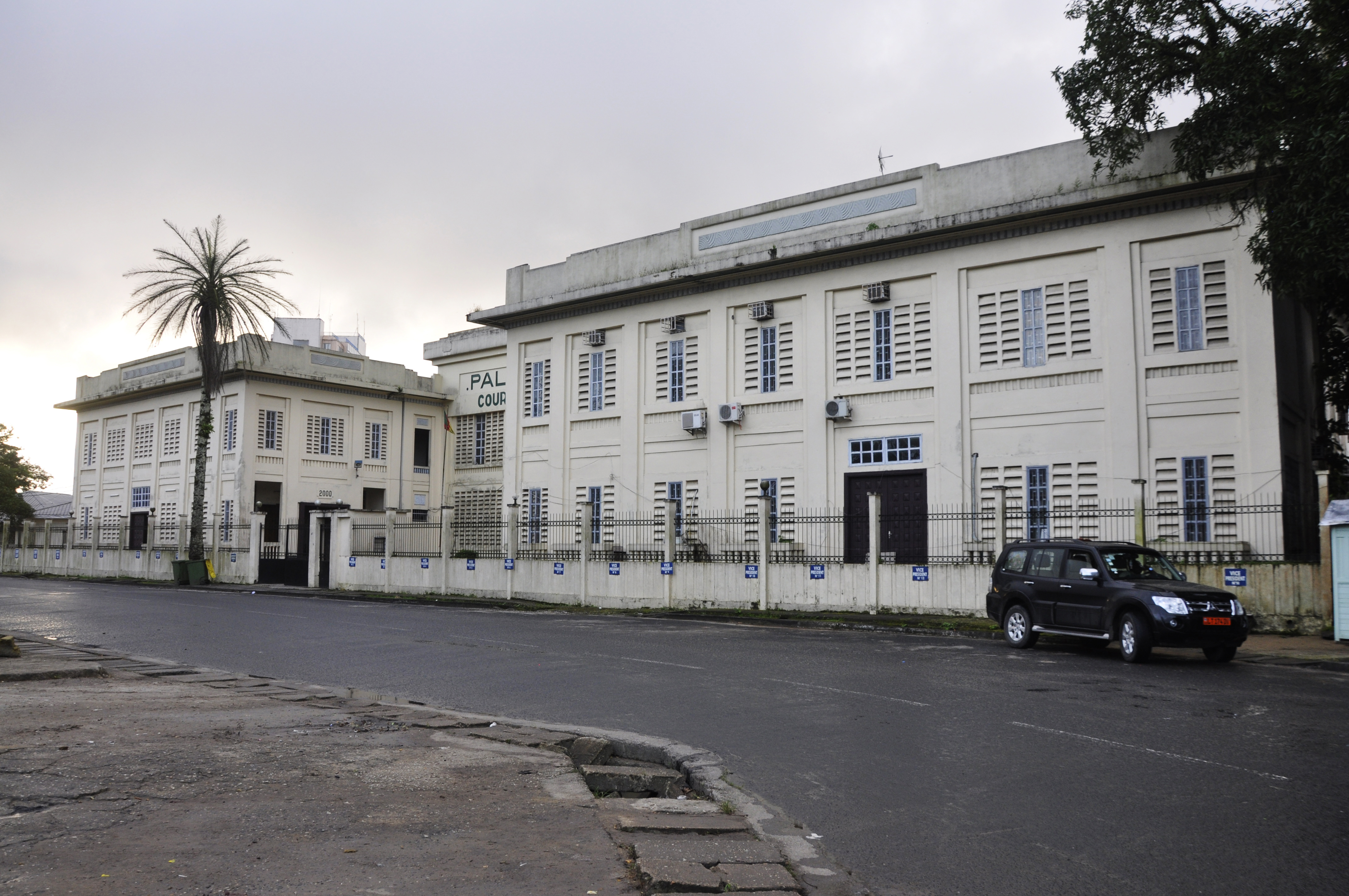
Ehemaliger Justizpalast, derzeit: Berufungsgericht
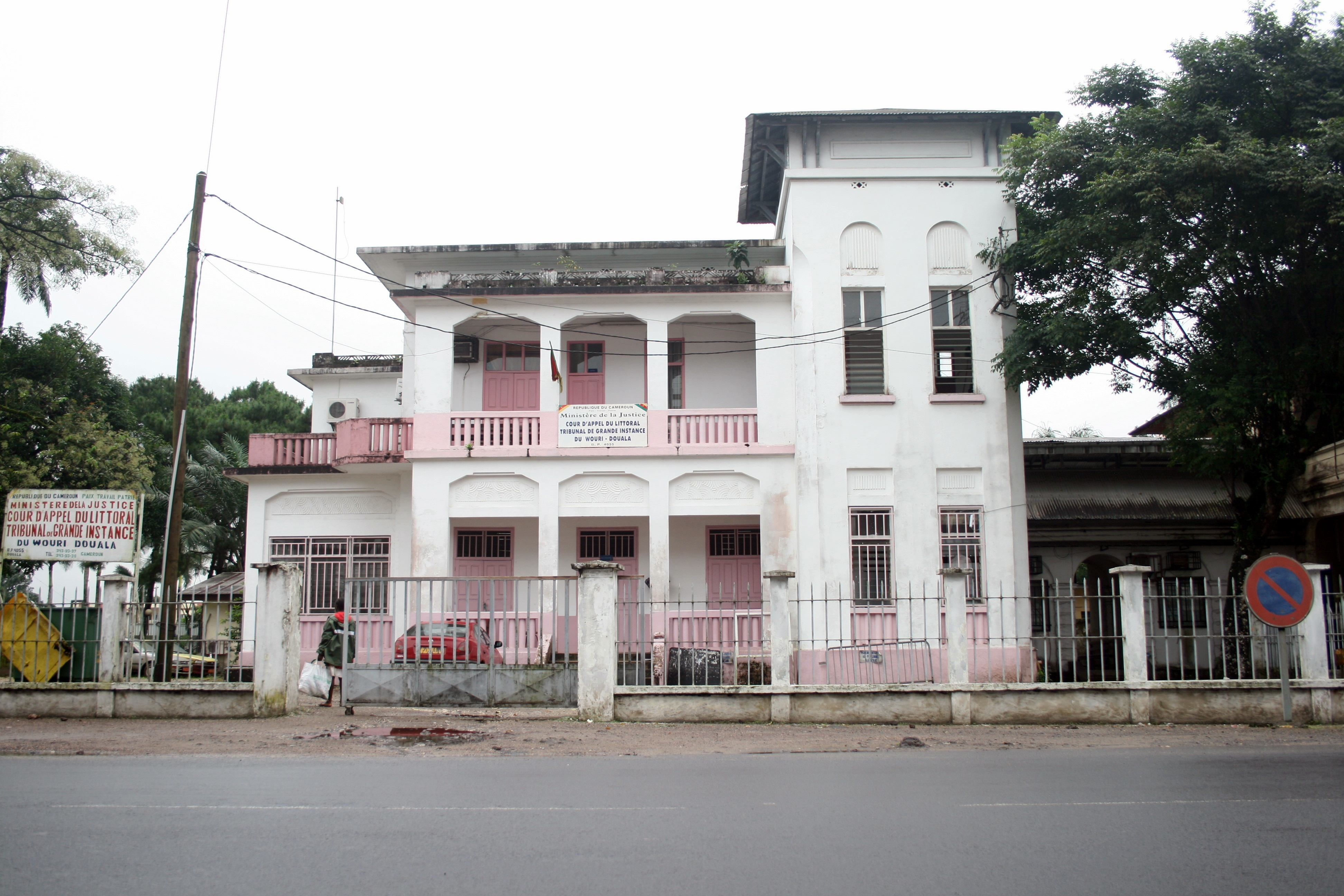
Die ehemalige Residenz des Bezirksvorstehers
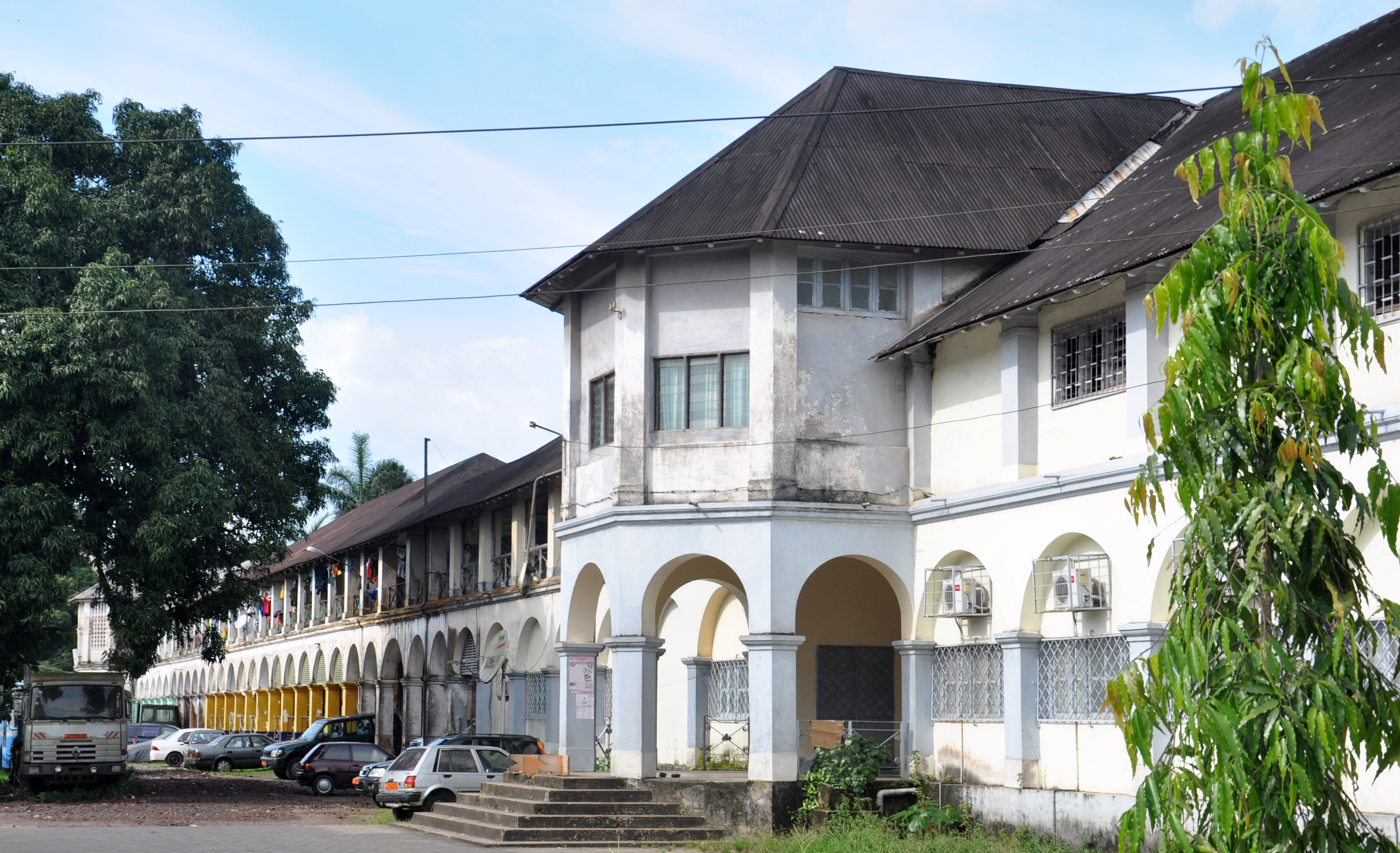
Ehemaliges Krankenhaus
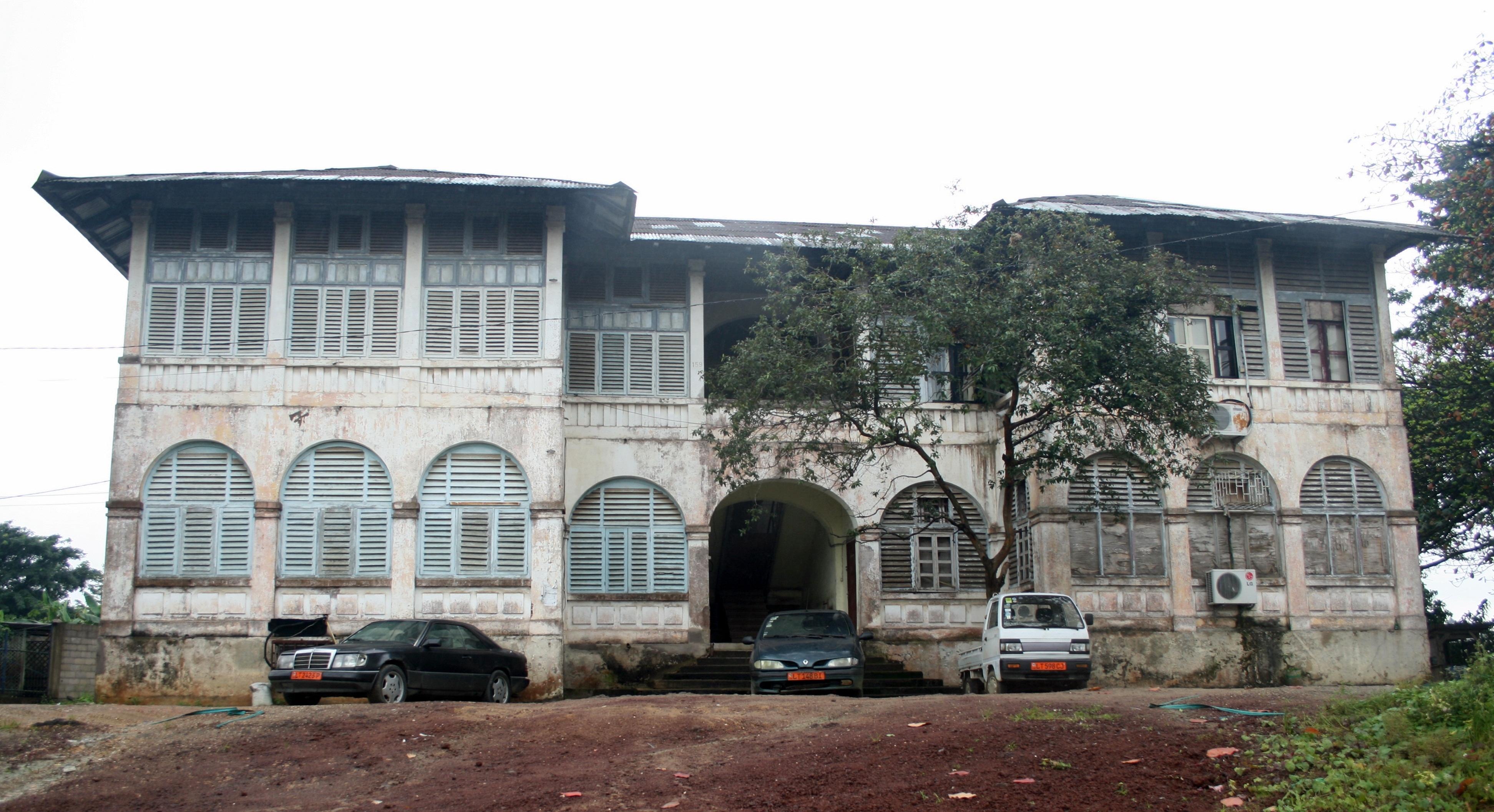
Vorderansicht des Woermann Haus für Junggesellen in Bonanjo